# Понте - Кармине (Трапани)
Понте - Кармине је насеље у Италији у округу Трапани, региону Сицилија.
Према процени из 2011. у насељу је живело 101 становника. Насеље се налази на надморској висини од 18 м.